# Барочные дворцы в Славонии
Барочные дворцы (хорв. Barokni dvorci) — ряд дворцов богатых дворянских семей, построенных в XVII—XIX веках в стиле барокко и расположенных в Славонии.

## Список дворцов

### Охотничий дворец принца Евгения Савойского в Билье
После победы над турками Евгений Савойский построил в Билье дворец в стиле барокко, который является старейшим дворцом в Славонии и одним из редких примеров дворца, окружённого рвом. Он был построен в период с 1707 по 1712 год по проекту австрийского архитектора Иоганна Лукаса фон Хильдебрандта, который также трудился над замком Бельведер в Вене для того же самого принца.
Последняя реконструкция дворца произошла в 1974 году, и сегодня в нём размещается администрация природного парка Копачки Рит.

### Дворец Эльц в Вуковаре
Графы Эльц, принадлежавшие к немецкой знати, стали владеть усадьбой в Вуковаре в 1736 году. Строительство дворца начал граф Анцельмо Казимир Эльц на месте старой усадьбы.
В своём первоначальном виде дворец был построен между 1749 и 1751 годами. В архитектуре усадьбы прослеживаются элементы как стиля барокко, так и стиля раннего классицизма. Уже в 1781 году было осуществлено первое расширение дворца, а окончательный вид он приобрёл в конце XIX ― начале XX века. Фасады в стиле необарокко (относящемуся к эпохе позднего историзма) спроектировал венский архитектор Виктор Сидек. Затем центральная часть дворца была украшена ризалитом, что придало прежде простой форме здания более торжественный вид. Последняя реконструкция дворца прошла между 1968 и 1970 годами, когда его перестроили для нужд Музея города Вуковара, который просуществовал до 1991 года.
Дворец имеет L-образную форму и состоит из двух прямоугольных корпусов. Центральная часть дворца двухэтажная, а остальные части ― одноэтажные.

### Дворец Туркович в Кутьево
Ещё в 1232 году цистерцианцы основали монастырь на нынешнем месте дворца. После изгнания турок с этих земель король Леопольд I в 1700 году предоставил имение иезуитам, построившим там между 1721 и 1735 годами церковь, дворец и множество хозяйственных построек.
Сам дворец имеет три этажа и состоит из трёх корпусов. Он имеет U-образную форму. Вход во дворец находится с южной стороны. В конце XIX века перед главным входом находился небольшой парк, прекративший своё существование в 1918 году.
Сегодня во дворце находится библиотека и археологический музей.

### Дворец Прандау-Норманн в Валпово
Дворец в Валпово был построен в первой половине XVIII века путём реконструкции и достройки средневековой крепости, от которой тогда сохранились части валов и фундаментов, круглая оборонительная башня и стены часовни в позднеготическом стиле, построенной в начале XV века.
В первой половине XVIII века бароны Прандау, новые владельцы усадьбы, укрепили повреждённые части крепости, а с её южной стороны построили монументальный барочный дворец. Отличительной чертой этого дворца является высокая башня в центре здания. Дворец сильно пострадал в результате пожара в 1801 году, после чего он был заново отстроен, но уже с элементами раннего классицизма.
Сегодня дворцовый комплекс состоит из средневековой башни, двух барочных построек, опирающихся на средневековые валы, часовни, внутреннего дворика и парадного дворца в стиле раннего классицизма. От него на юг простирается ландшафтный парк.

### Дворец Эстерхази в Дарде
В 1749 году королева Мария Терезия подарила усадьбу семье Эстерхази. Семья владела ей на протяжении столетия, а в 1842 году продала её семье Шаумбург-Липпе.
Архитектура дворца имеет черты как барокко, так и классицизма.
Дворец Эстерхази ― это одноэтажное сооружение площадью 1700 квадратных метров. В центре главного фасада на трёх аркадах лежит застеклённый деревянный эркер, сверху заканчивающийся классицистическим треугольным фронтоном.

### Дворец Шаумбург-Липпе в Вировитице
Когда Мария Терезия пришла к власти, усадьба в Вировитице попала во владение феодала Марка Пеячевича. Его наследник Антун Пеячевич в конце XVIII века разрушил старый средневековый дворец и начал строительство нового дворца в стиле барокко. Дворец был полностью достроен в 1804 году.
В 1841 году усадьба была продана княжеской семье Шаумбург-Липпе, которая реконструировала дворец Пеячевича и добавила в его архитектуру элементы классицизма.

### Дворец Пеячевича в Нашице
Ещё в 1734 году имение в Нашице было выкуплено графами Пеячевичами. Оно оставалось в их владении до 1945 года. Дворец Пеячевича был построен между 1811 и 1812 годами и реконструирован в январе 1865 года, когда на боковых сторонах были надстроены башни с куполообразными крышами, а крыша в центральной части дворца стала мансардной. Таким образом, во второй половине XIX века скромный дворец превратился в богатое в архитектурном плане сооружение.
Дворец расположен в центре обширного ландшафтного парка.

### Дворец Хиллепранд фон Прандау в Дони-Михоляце
Дворец в Дони-Михоляце был построен в первоначальном виде в 1818 году вдовой барона Хиллепранда фон Прандау.
В 1885 году имение перешло во владение графов Майлат. Строительство нового дворца началось в 1903 году после визита императора Франца Иосифа I в Дони-Михоляц. Дворец графов Майлат построен в английском стиле. В архитектуре дворца особенно выделяются круглые башни с остроконечными куполами, мансардные окна и просторные террасы. В 1930 году дворец был продан семье Шлезингеров, которая владела им до 1941 года.